# アラゴンのムデハル様式の建築物
アラゴンのムデハル様式の建築物（アラゴンのムデハルようしきのけんちくぶつ）は、ユネスコの世界遺産（文化遺産）に登録された物件で、スペイン・アラゴン州の10の建築物からなる。ムデハル様式とは、イスラム文化の様式を取り入れた中世スペインの建築や装飾の様式で、12世紀から16世紀にアラゴンやカスティーリャで盛んになった。
1986年、テルエルの4つの建築物が「テルエルのムデハル様式の建築物」として世界遺産に登録された。
- サンタ・マリア大聖堂（es）の塔、屋根、ドーム。
- サン・ペドロ教会と塔。
- サン・マルティン教会と塔。
- エル・サルバドル教会の塔。

1990年代にサラゴサの住民がアラゴンには重要なムデハル様式の建築物が他にもあることに気づいた。2001年、この世界遺産は改名され、6つの建築物が追加された。
- カラタユー - サンタ・マリア教会の後陣、回廊、塔。
- セルベラ・デ・ラ・カニャーダ - サンタ・テクラ教区教会。
- トベド - サンタ・マリア教会（es）。
- サラゴサ - アルハフェリア宮殿のムデハル様式の遺跡。
- サラゴサ - ラ・セオ（es）の後陣、礼拝堂（パロキエタ）、ドーム。
- サラゴサ - サン・パブロ教会の塔と教区教会。

## 登録基準
この世界遺産は世界遺産登録基準のうち、以下の条件を満たし、登録された（以下の基準は世界遺産センター公表の登録基準からの翻訳、引用である）。
- (4) 人類の歴史上重要な時代を例証する建築様式、建築物群、技術の集積または景観の優れた例。

## ギャラリー

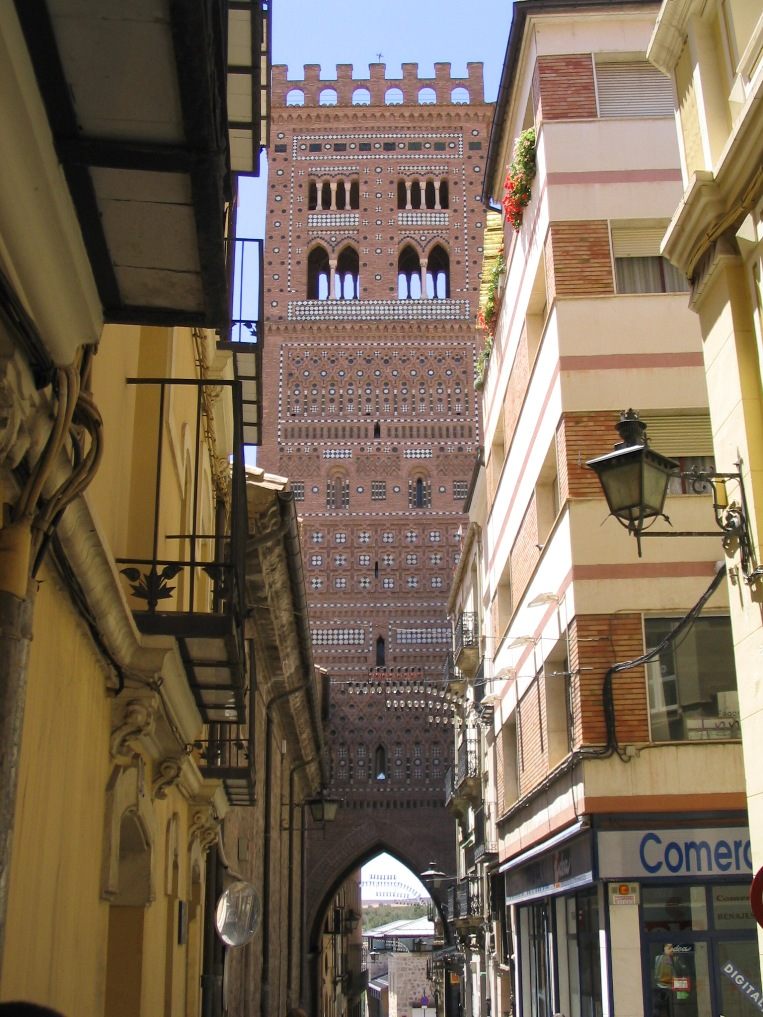
テルエルのサン・マルティン教会の塔
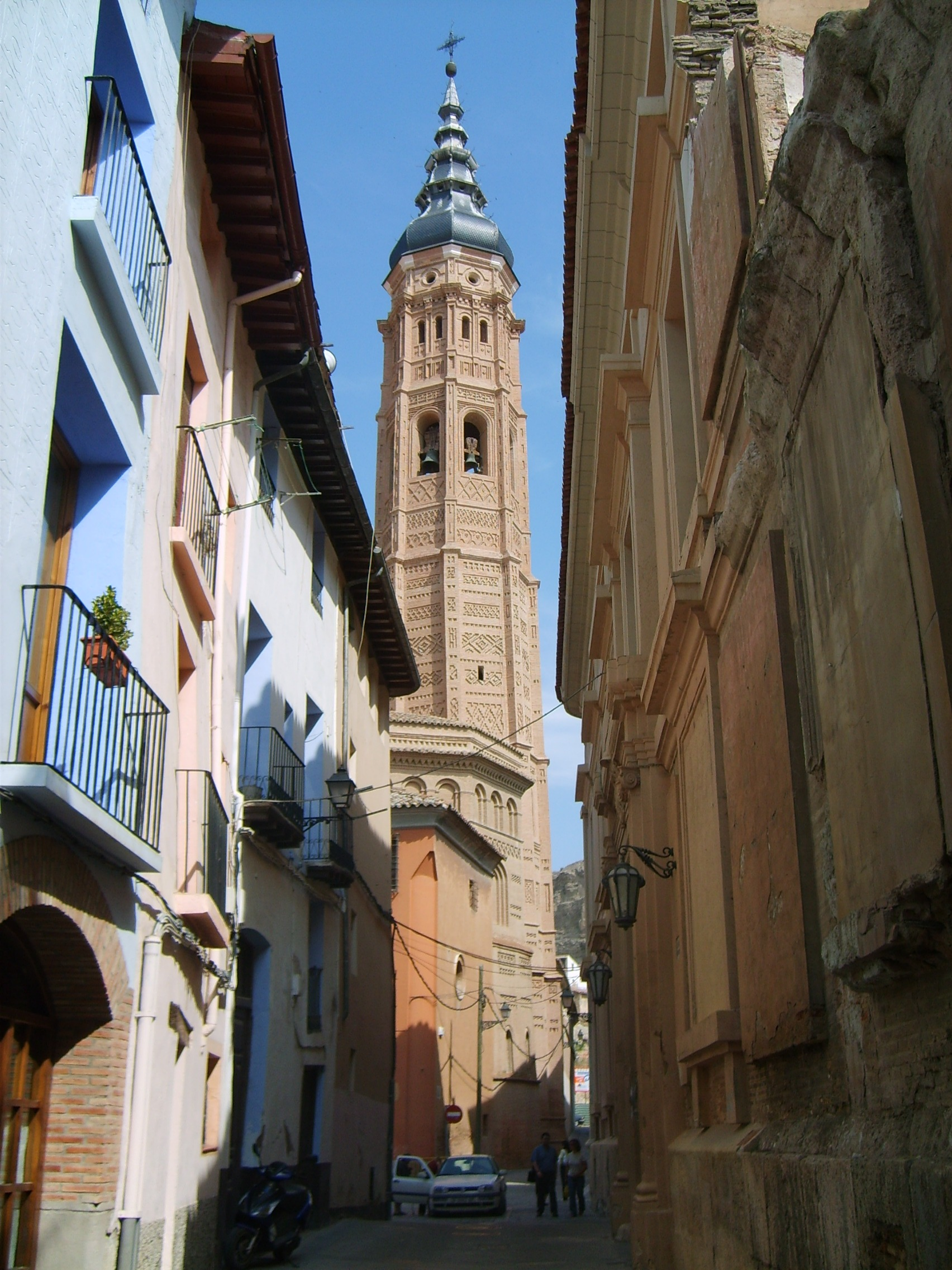
カラタユーのサンタ・マリアの塔
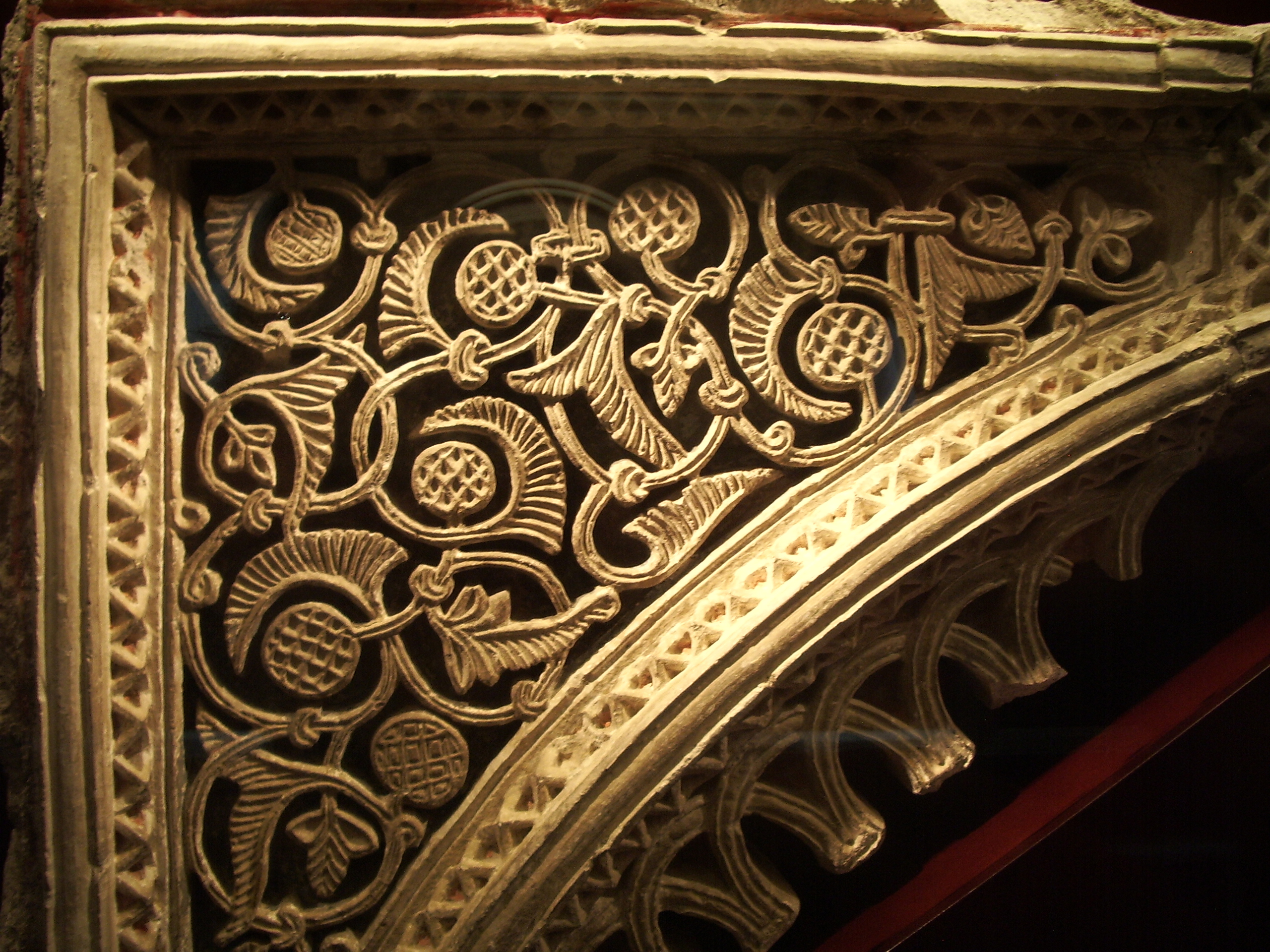
サラゴサのアルハフェリア宮殿
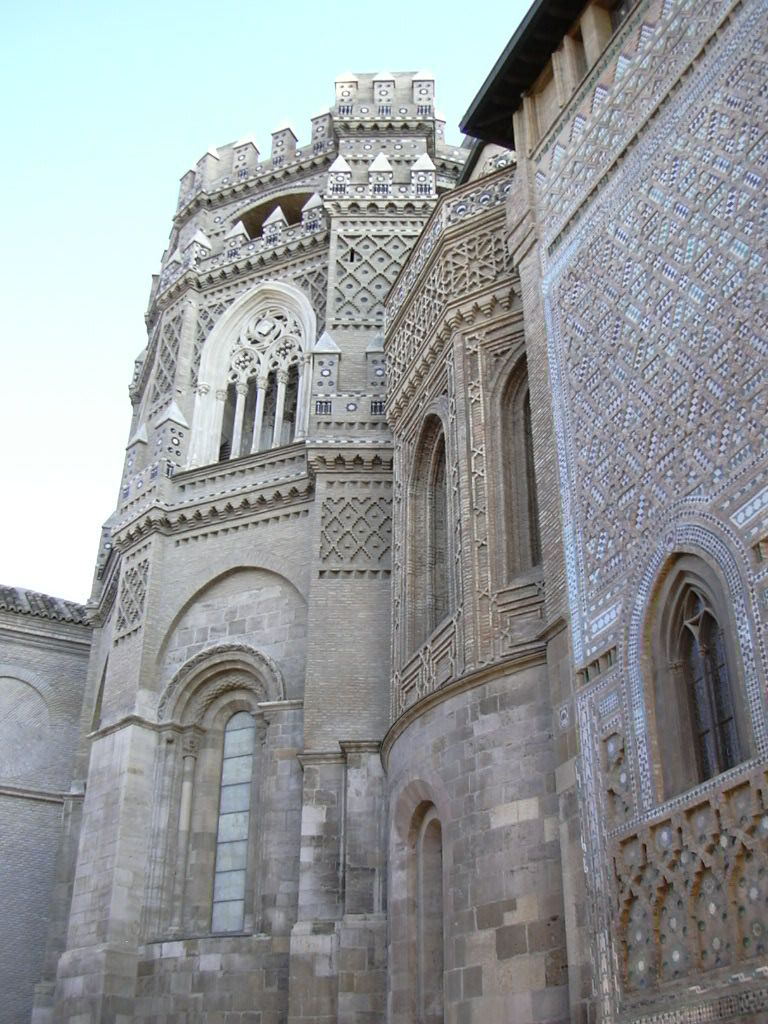
サラゴサ、ラ・セオのパロキエタの壁